# Склабиња
Склабиња (слч. Sklabiňa) насељено је мјесто са административним статусом сеоске општине (слч. obec) у округу Мартин, у Жилинском крају, Словачка Република.

## Становништво
| Година:    | 1994. | 2004.   | 2014.   | 2024.   |
| ---------- | ----- | ------- | ------- | ------- |
| Број људи: | 584   | 608     | 634     | 644     |
| Разлика:   |       | +4,10 % | +4,27 % | +1,57 % |

| Година:    | 2023. | 2024.   |
| ---------- | ----- | ------- |
| Број људи: | 642   | 644     |
| Разлика:   |       | +0,31 % |

Према подацима о броју становника из 2011. године насеље је имало 612 становника.